# Psychotria clarendonensis
Psychotria clarendonensis är en måreväxtart som beskrevs av Ignatz Urban. Psychotria clarendonensis ingår i släktet Psychotria och familjen måreväxter. Inga underarter finns listade i Catalogue of Life.